# 미양로
미양로(Miyang-ro)는 경기도 안성시 미양면에서 안성시 안성동을 잇는 도로이다.

## 주요경유지
경기도
- 안성시 (미양면 . 안성동)

## 노선
| 이름           | 접속 노선                          | 소재지        | 소재지        | 비고          |
| 연암로와 직결  | 연암로와 직결                      | 연암로와 직결 | 연암로와 직결 | 연암로와 직결 |
| -------------- | ---------------------------------- | ------------- | ------------- | ------------- |
| (이름없음)     | 연곡길 신계길                      | 안성시        | 미양면        |               |
| 고지교         |                                    | 안성시        | 미양면        |               |
| 진촌교         |                                    | 안성시        | 미양면        |               |
| (이름없음)     | 지방도 제302호선 (신두만곡로)      | 안성시        | 미양면        |               |
| 신기 교차로    | 국가지원지방도 제23호선 (안성대로) | 안성시        | 미양면        |               |
| 막방이고개     |                                    | 안성시        | 미양면        |               |
|                | 안성동                             | 안성시        |               |               |
| 경찰서앞사거리 | 알미산로                           | 안성시        |               |               |
| 도기2교        |                                    | 안성시        |               |               |
| (이름없음)     | 안성맞춤대로 강변남로              | 안성시        |               |               |

## 주요 건물및 시설
- 농협 미양농협 주유소 (미양로 62/개정리 531-1)
- 개정초등학교 (미양로 72/개정리 304-1)
- HD현대오일뱅크 개정주유소 (미양로 129/개정리 350-7)
- GS25 안성개정점 (미양로 129/개정리 350-7)
- 농협 미양농협 본점 (미양로 425/양지리 91-11)
- S-OIL 미양셀프 믿음가득 주유소 (미양로 463/양지리 40-8)
- 세븐일레븐 안성갈전공단점 (미양로 555-3/갈전리 181-1)
- 미니스톱 안성용두점 (미양로 653/용두리 113-11)
- 두원공업고등학교 (미양로 727/신기리 203-4)
- 안성소방서 (미양로 855/도기동 544-174)